# Василий Владимирович (князь старицкий)

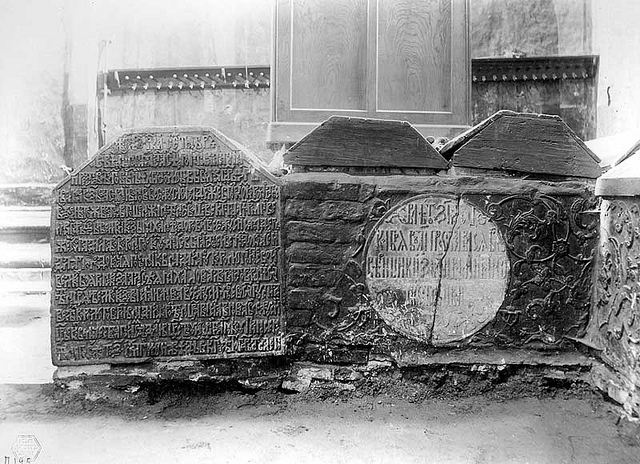
Архангельский собор. Вид торцов надгробий царя Василия Ивановича Шуйского (1557—1613), князей Старицких: Владимира Андреевича (после 1533—1569), Василия Владимировича (ок. 1552 — ок. 1574) и Андрея Ивановича (1490-1536). Фотография К. А. Фишера. 1905 г. Из коллекций Музея архитектуры им. А. В. Щусева.

Василий Владимирович Старицкий (1552—1573) — старший сын князя Старицкого, Верейского, Дмитровского Владимира Андреевича от первого брака с Евдокией Александровной Нагой.
Единственный близкий родственник мужского пола Ивана IV (ветвь Даниловичей Московских), оставшийся живым в 1569 году, когда была убита почти вся семья Владимира Андреевича Старицкого. В духовном завещании Ивана IV, написанном около 1572 года, Василий Владимирович упомянут. Ему был возвращён Старицкий удел отца.
В 1573 году был посаженым отцом на свадьбе своей единокровной сестры Марии Владимировны с королём ливонским Магнусом.
Похоронен в Архангельском соборе Московского Кремля.